# Bryant (Dakota del Sud)
Bryant és una població dels Estats Units a l'estat de Dakota del Sud. Segons el cens del 2000 tenia 396 habitants.

## Demografia
Segons el cens del 2000, Bryant tenia 396 habitants, 172 habitatges, i 94 famílies. La densitat de població era de 288,5 habitants per km².
Dels 172 habitatges en un 26,7% hi vivien nens de menys de 18 anys, en un 47,1% hi vivien parelles casades, en un 6,4% dones solteres, i en un 44,8% no eren unitats familiars. En el 41,3% dels habitatges hi vivien persones soles el 27,3% de les quals corresponia a persones de 65 anys o més que vivien soles. El nombre mitjà de persones vivint en cada habitatge era de 2,3 i el nombre mitjà de persones que vivien en cada família era de 3,24.
Per edats la població es repartia de la següent manera: un 27,5% tenia menys de 18 anys, un 9,1% entre 18 i 24, un 21,7% entre 25 i 44, un 15,4% de 45 a 60 i un 26,3% 65 anys o més.
L'edat mediana era de 40 anys. Per cada 100 dones de 18 o més anys hi havia 88,8 homes.
La renda mediana per habitatge era de 21.719 $ i la renda mediana per família de 33.393 $. Els homes tenien una renda mediana de 25.208 $ mentre que les dones 21.250 $. La renda per capita de la població era de 13.989 $. Entorn del 5,7% de les famílies i el 9,4% de la població estaven per davall del llindar de pobresa.

## Poblacions més properes
El següent diagrama mostra les poblacions més properes.